# Košice, Tábor
Košice là một làng thuộc huyện Tábor, vùng Jihočeský, Cộng hòa Séc.